# Comté de Randolph (Alabama)
Pour les articles homonymes, voir Comté de Randolph.
Le comté de Randolph est un comté des États-Unis, situé dans l'État de l'Alabama.

## Démographie
| 1840  | 1850   | 1860   | 1870   | 1880   | 1890   | 1900   | 1910   |
| ----- | ------ | ------ | ------ | ------ | ------ | ------ | ------ |
| 4 973 | 11 581 | 20 059 | 12 006 | 16 575 | 17 219 | 21 647 | 24 659 |

| 1920   | 1930   | 1940   | 1950   | 1960   | 1970   | 1980   | 1990   |
| ------ | ------ | ------ | ------ | ------ | ------ | ------ | ------ |
| 27 064 | 26 861 | 25 516 | 22 513 | 19 477 | 18 331 | 20 075 | 19 881 |

| 2000   | 2010   | - | - | - | - | - | - |
| ------ | ------ | - | - | - | - | - | - |
| 22 380 | 22 913 | - | - | - | - | - | - |